# August Macke
August Macke, né le 3 janvier 1887 à Meschede (province de Westphalie) et mort le 26 septembre 1914 à Perthes-lès-Hurlus (Marne), est un peintre expressionniste allemand.

## Biographie

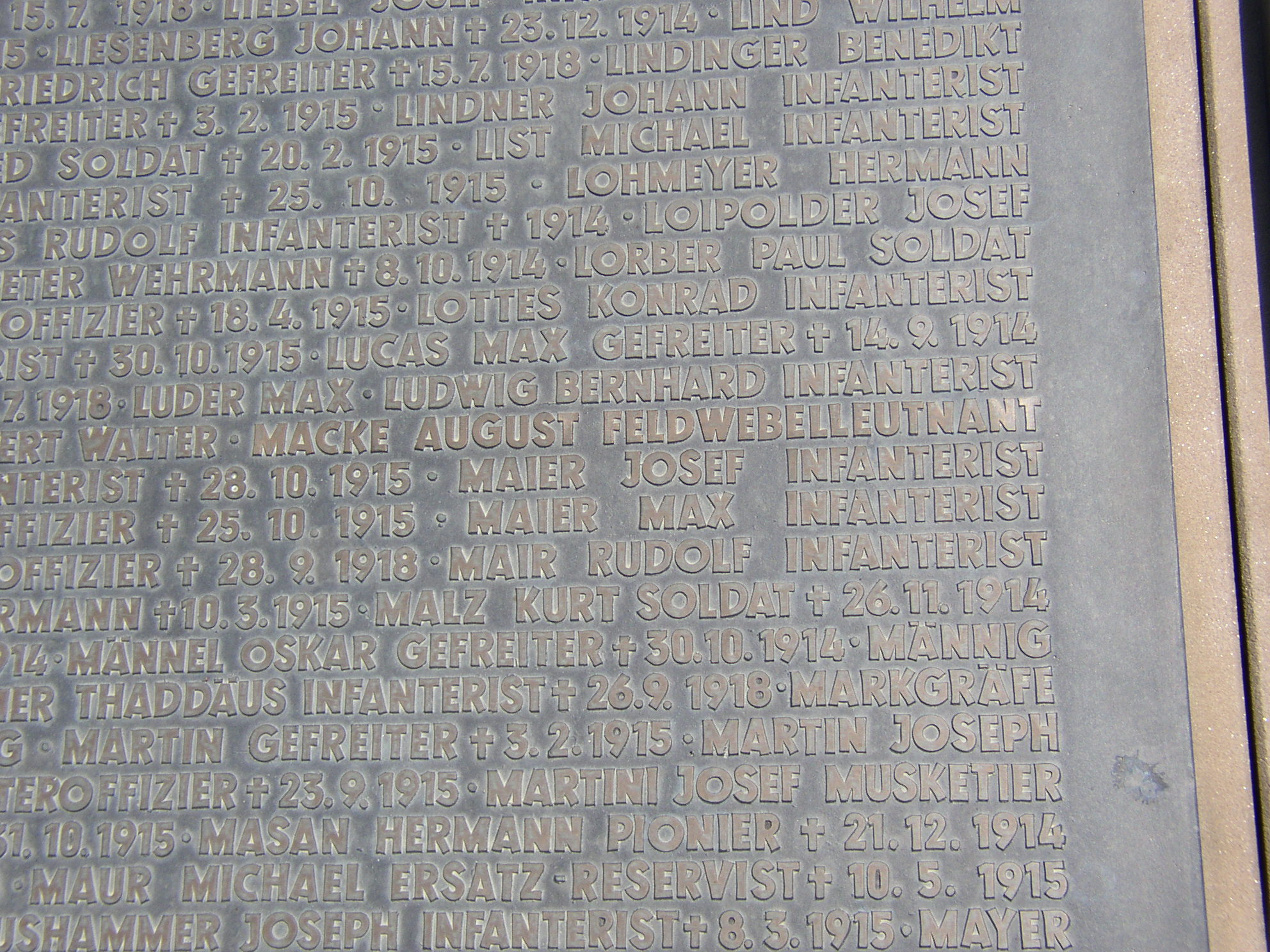
Le nom d'August Macke écrit sur un plat de tombe commune à Souain.

Il est le fils d'August Friedrich Hermann Macke, un ingénieur des ponts et chaussées, et de Maria Florentine. Son père, artiste dans l'âme, était très doué en dessin et en musique.
En 1887, peu après la naissance d'August, la famille Macke s'installe à Cologne, puis fin 1900, emménage à Bonn. Le jeune Macke poursuit sa scolarité au Realgymnasium de Bonn, mais il n'est guère motivé car, déjà, il n'a que la peinture en tête — comme l'écrira plus tard son épouse et biographe, Elisabeth Gerhardt. C'est en 1903 qu'August Macke a rencontré sa future femme, sur le chemin de l'école. Ce fut le coup de foudre et, sous prétexte de faire le portrait de Walter, le frère d'Elisabeth que Macke a connu au Kreuzgymnasium, il réussit à s'introduire dans la famille Gerhardt. Un privilège qui le mènera au mariage avec Elisabeth six ans plus tard.
Macke commença ses études artistiques en octobre 1904 à l'académie des Beaux-Arts de Düsseldorf et en 1905, il n'hésite pas à s'inscrire aux cours du soir de l'école des Arts décoratifs, où une plus grande liberté de travail sur des sujets du quotidien (plantes, animaux…) lui convient mieux que les sujets académiques.
En 1906, Macke quitte l'académie qui, selon lui, n'a plus rien à lui apprendre, et découvre en 1907 « la modernité française » : l'impressionnisme. Cette découverte modifie sa perception de la vie et de la peinture. Il se rend à plusieurs reprises à Paris pour découvrir sur place les œuvres d'Édouard Manet, Degas, Toulouse-Lautrec, Seurat, Pissarro, ainsi que la vie parisienne sur les boulevards, dans les parcs et les cabarets. Ces nouveautés lui inspirent de nombreuses esquisses dans lesquelles il exprime sa façon de percevoir le caractère éphémère de l'apparition et la fixation précise d'une impression spontanée.
En été 1907, de retour à Bonn, imprégné d'« impressionnisme », Macke choisit de travailler en plein air et réalise la petite esquisse à l'huile, Arbre dans un champ de blé. Après un court séjour à Berlin dans l'atelier de Lovis Corinth, où il peint quelques toiles, il entreprend de voyager en France et en Italie pour approfondir ses connaissances artistiques et acquérir quelques œuvres pour la collection Koehler. En octobre 1908, Macke commence son service militaire et n'a guère le temps de peindre. Libéré de ses obligations militaires en 1909, il épouse Elizabeth Gerhardt, nièce du collectionneur Bernhard Koehler qui finance ses travaux. Pour leur voyage de noces, ils se rendent à Paris, où il peint son célèbre Autoportrait au chapeau.
En octobre 1909, les Macke rentrent à Tegernsee où les conditions de vie et le calme de la campagne environnante permettent à August de produire pas moins de deux cents tableaux. Cette période est considérée comme le premier sommet du parcours artistique de Macke.
L'œuvre de Macke connaît grâce à une « purification et une maturation stylistique », une « réorientation décisive ». En cette fin d'année 1909, Macke, admirateur de Cézanne, peint deux portraits de son épouse, Femme de l'artiste au chapeau et Portrait aux pommes, dans lesquels on retrouve, en plus de l'influence de Cézanne, l'influence des principes de composition des fauves, dont les principaux représentants étaient Henri Matisse, André Derain, Maurice de Vlaminck, Raoul Dufy et Kees van Dongen.
En 1911, le citadin qu'est August Macke et son épouse décident de retourner à Bonn. Les toiles issues du début de cette nouvelle période sont définitivement de facture fauve.
Ses nouveaux contacts avec son ami Franz Marc, Vassily Kandinsky et les autres artistes du Cavalier bleu (Der blaue Reiter) apportent à Macke une nouvelle impulsion artistique. Bien qu'ayant sa propre perception de ce mouvement artistique novateur, August Macke participe de façon active avec Vassily Kandinsky à l'élaboration de l'almanach du Cavalier Bleu de 1912. Il apporte sa pierre à l'édifice en réunissant les images de la partie ethnographique de l'album et en commentant une étude sur les masques africains dans laquelle il établit la correspondance entre l'art des peuples primitifs et celui de l'Europe moderne.
Macke participe à l'exposition du Cavalier bleu chez Thannhauser, à Munich en février 1912.
Le résultat de l'exposition le déçoit énormément et il « rompt ses relations avec Vassily Kandinsky et le Cavalier bleu » allant jusqu'à les caricaturer dans sa toile de 1913, Caricature du Cavalier bleu, sorte de pamphlet pictural dans lequel il n'hésite pas à égratigner son ami Franz Marc, Vassily Kandinsky lui-même, ainsi que le galeriste Herwarth Walden, qui avait pris le Cavalier bleu sous sa protection en l'exposant pour le rendre vendable dans sa galerie berlinoise. La « spiritualité intellectuelle » de Kandinsky s'oppose à la « contemplation des choses » de Macke ; « la page est tournée ».
En 1913, Macke déménage en Suisse, où il connaît une année très fructueuse, centrée sur les motifs de la nature et de l'homme. Lors d'un court voyage en Tunisie (financé par Bernhard Koehler) avec Paul Klee et Louis Moilliet, il peint de nombreuses aquarelles et prend beaucoup de photographies qui lui serviront de support par la suite pour d'autres peintures à l'huile.

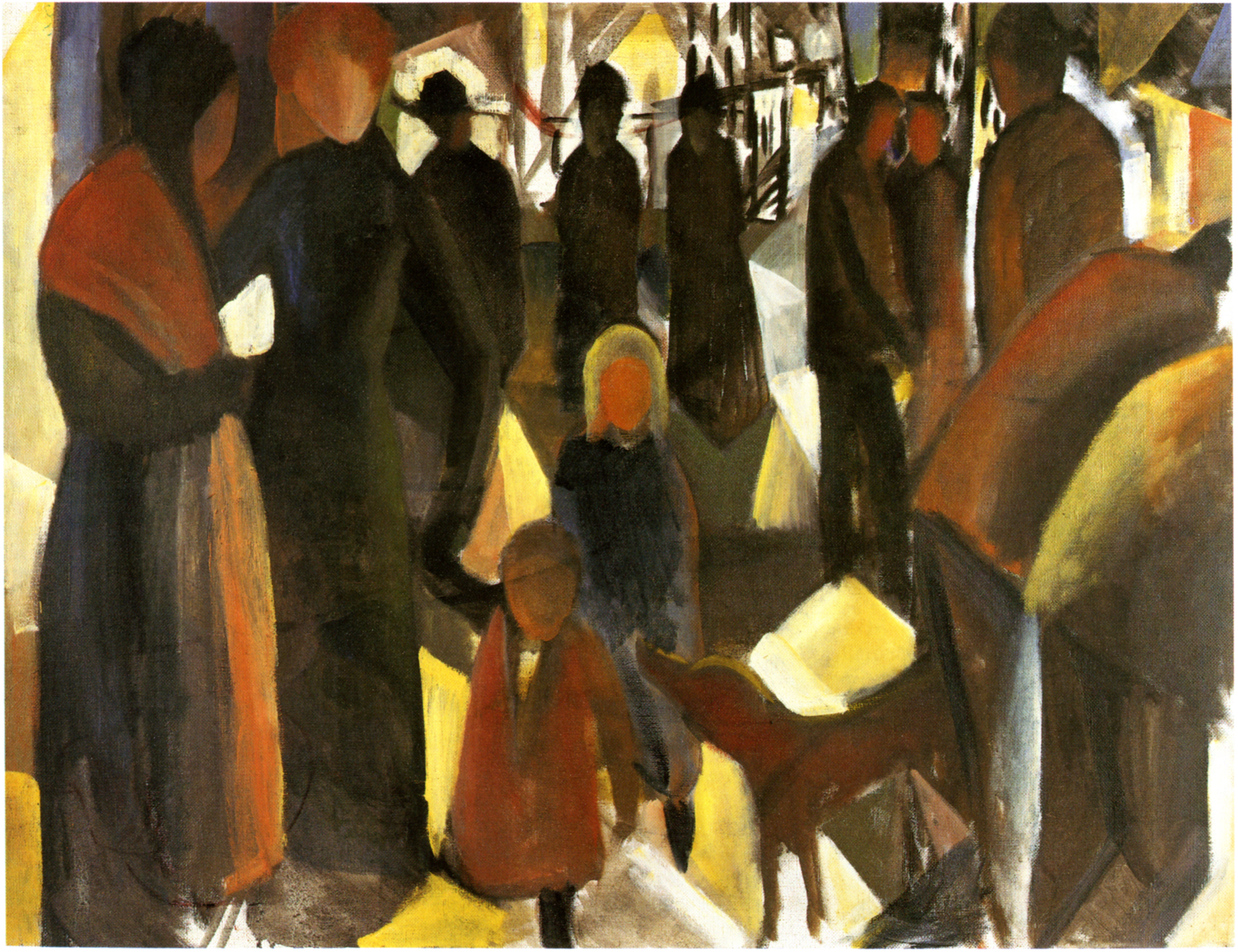
Adieu, 1914.

Sa dernière peinture, Adieu, revêt une dimension prophétique.
Macke est mobilisé le 8 août 1914 dans le 160e régiment d'infanterie. Il est tué sur le champ de bataille, en Champagne le 26 septembre 1914, à l'âge de 27 ans. Il repose au cimetière militaire allemand de Souain dans une tombe commune.

## Principales œuvres
- 1905 : Pêcheurs au bord du Rhin
- 1907 : Arbre dans un champ de blé
- 1908 :
  - Le Rhin près de Hersel
  - Saut périlleux au cirque
- 1909 :
  - Elizabeth Gerhardt cousant
  - Femme de l'artiste au chapeau
  - Femme brodant dans un fauteuil

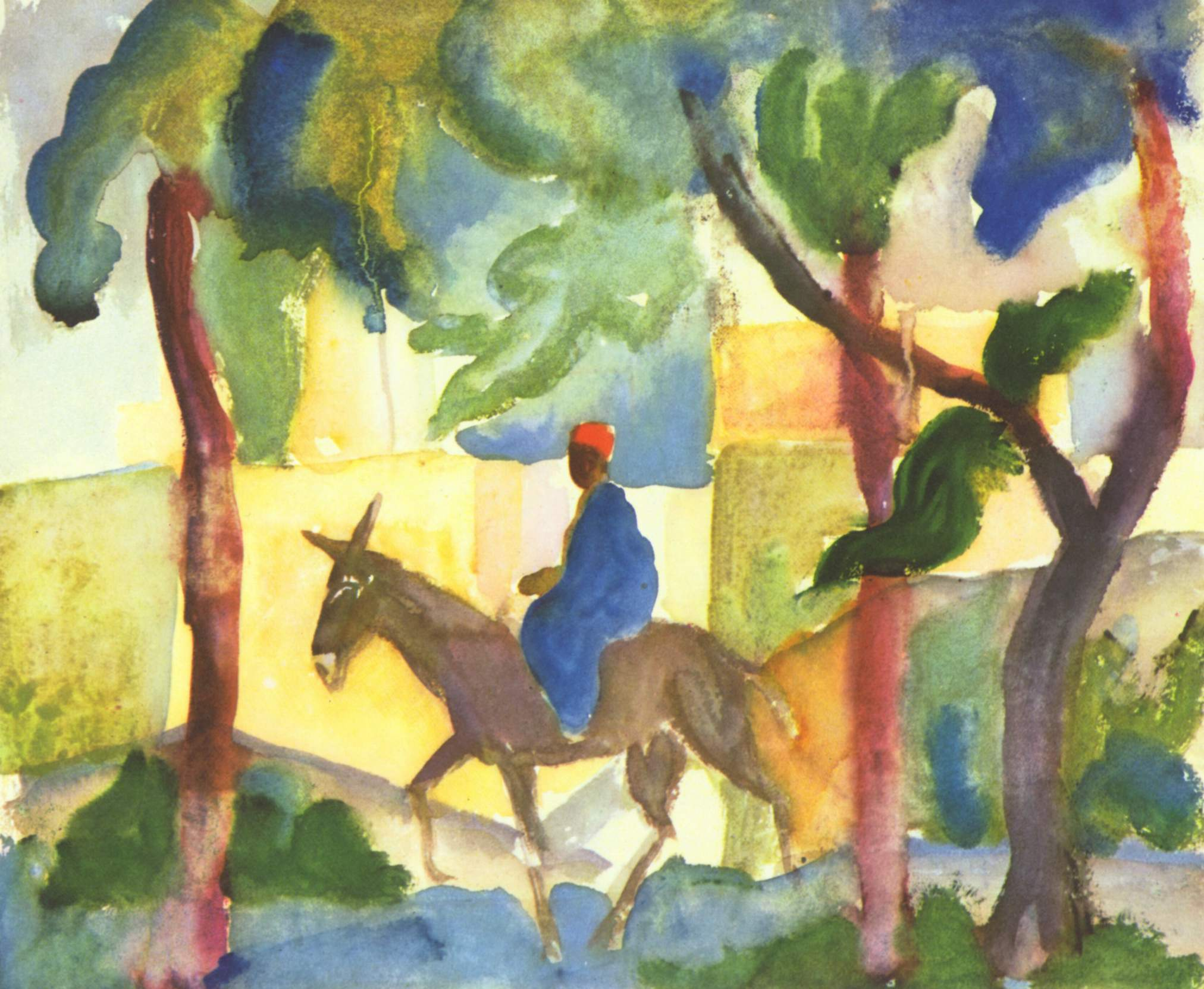
L'Ânier (1914).

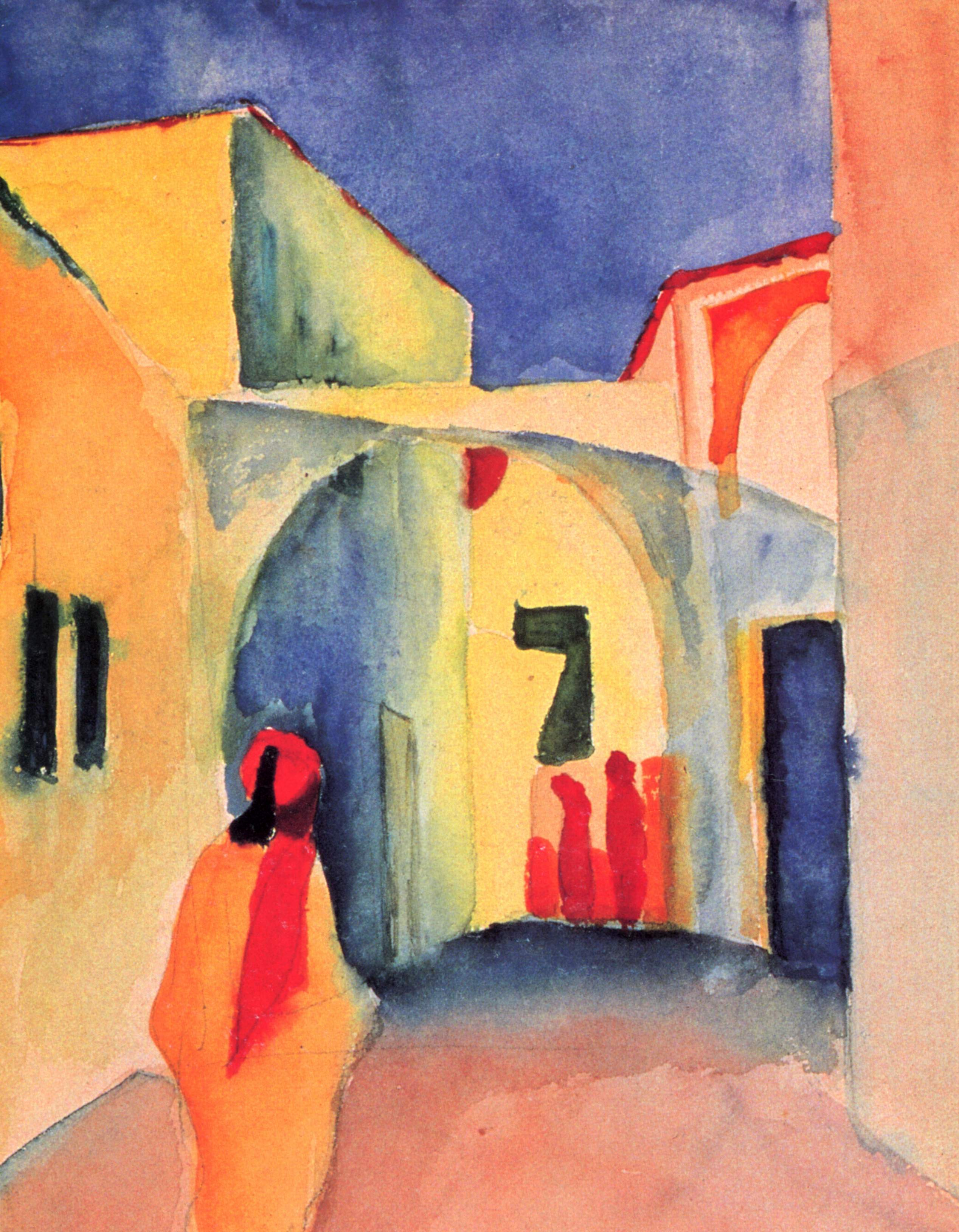
Vue dans une ruelle (1914).

  - Portrait aux pommes, musée Lenbachhaus de Munich
  - Autoportrait au chapeau, huile sur bois (41 × 32,5 cm), Kunstmuseum Bonn
- 1910 :
  - Joueuse de luth, huile sur toile, musée national d'Art moderne
  - Nu au collier de corail
  - Trois nus au fond bleu
  - La Maison de Staudacher à Tegernsee
  - Paysage du Tegernsee
- 1911 :
  - Champs potagers
  - La Marienkirche sous la neige
  - Jardin
  - Nu assis aux coussins
  - La Tempête
  - Indiens à cheval, huile sur bois (44 × 60 cm), musée Lenbachhaus de Munich
  - Paysage avec trois jeunes filles, huile sur carton (55 × 63,5 cm), Von der Heydt Museum, Wuppertal
- 1912 :
  - Composition de couleurs
  - Grande Vitrine brillante
  - Jardin Zoologique I, musée Lenbachhaus de Munich
  - Rokoko
  - Restaurant en plein air
  - Enfants dans le jardin
- 1913 :
  - Pierrot, à la Kunsthalle de Bielefeld
  - Femmes devant un magasin de chapeaux
  - Formes colorées I et II
  - Cercle de couleur I et II
  - Jardin en bordure du lac de Thoune
  - Espace cubiste avec personnage
  - Caricature du cavalier bleu
  - Baigneuses et Ville à l'arrière-plan, huile sur toile (100,6 × 80,4 cm), Munich, Pinakothek der Moderne
  - Enfants sous des arbres ensoleillés
  - Allée ensoleillée
  - Grand jardin zoologique (triptyque)
  - Au bord du lac bleu
  - Magasin de mode
  - Promenade (avec jeune fille blanche en buste), musée Lenbachhaus de Munich
- 1914 :
  - Le Coin des perroquets
  - Cavaliers et Promeneurs dans l'allée
  - Magasin de chapeaux (Hutladen), huile sur toile (60,5 × 50,5 cm), Essen, musée Folkwang
  - Église au drapeau
  - La Cathédrale de Fribourg en Suisse
  - Funambule
  - Café turc I et II
  - Cavalier sur un âne
  - Vue dans une ruelle
  - La Cour intérieure de la maison de Saint-Germain, près de Tunis, aquarelle, Bonn, Städtisches Kunstmuseum
  - Paysage des environs de Hammamet
  - Paysage avec vaches et chameaux
  - Paysage africain, huile sur toile, Mannheim, Kunsthalle de Mannheim
  - Marchand de bijoux turcs
  - Maison rouge dans un parc
  - Jeunes Filles sous les arbres, huile sur toile (119,5 × 159 cm), Munich, Pinakothek der Moderne
  - Femmes dans un parc
  - Homme lisant dans un parc
  - Adieu
  - Mère et Enfant au parc, Kunsthalle Hamburger
  - Femme à la veste jaune, Ulm, Ulmer Museum
  - Femme à la veste verte (44 × 43,5 cm), Cologne, musée Ludwig
  - Jeune Fille avec des poissons dans un récipient de verre, huile sur toile (81 × 100,5 cm), Wuppertal, Heydt-Museum
  - Kairouan I, aquarelle, Munich, Pinakothek der Moderne
  - Kairouan III, aquarelle, Münster, Westfälisches Landesmuseum für Kunst und Kulturgeschichte

## Galerie

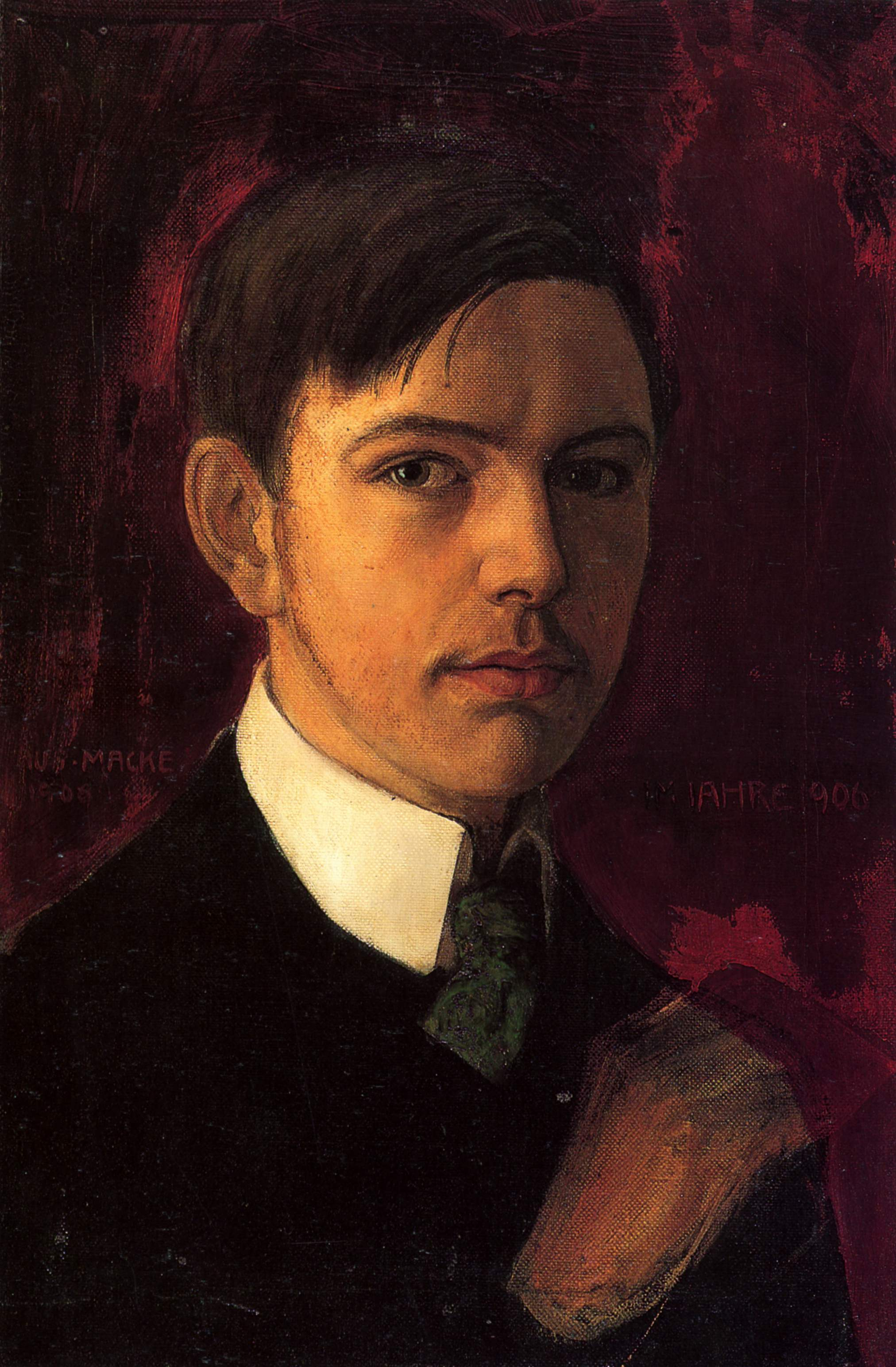
Autoportrait (1906).
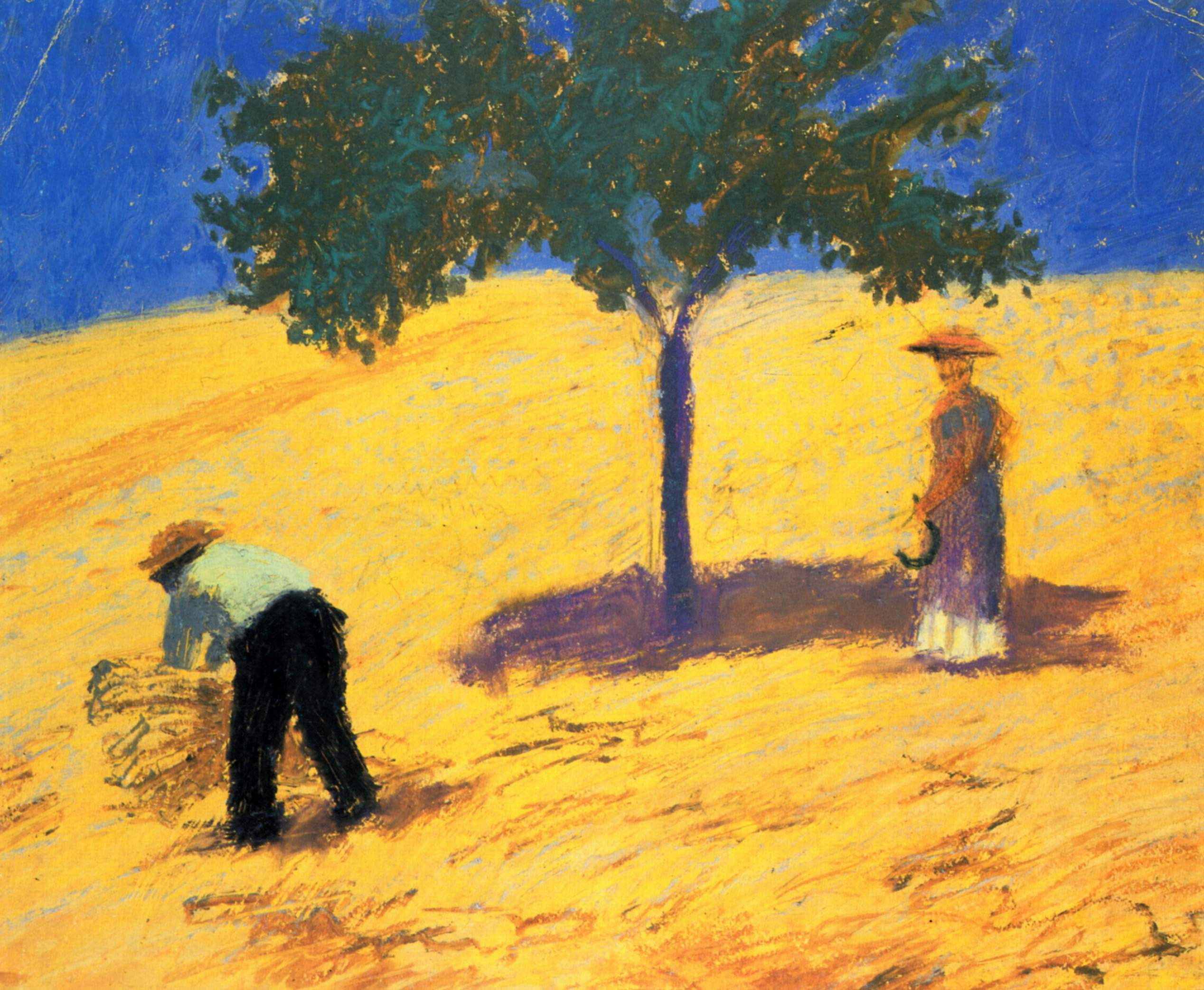
Arbre dans un champ de blé (1907).
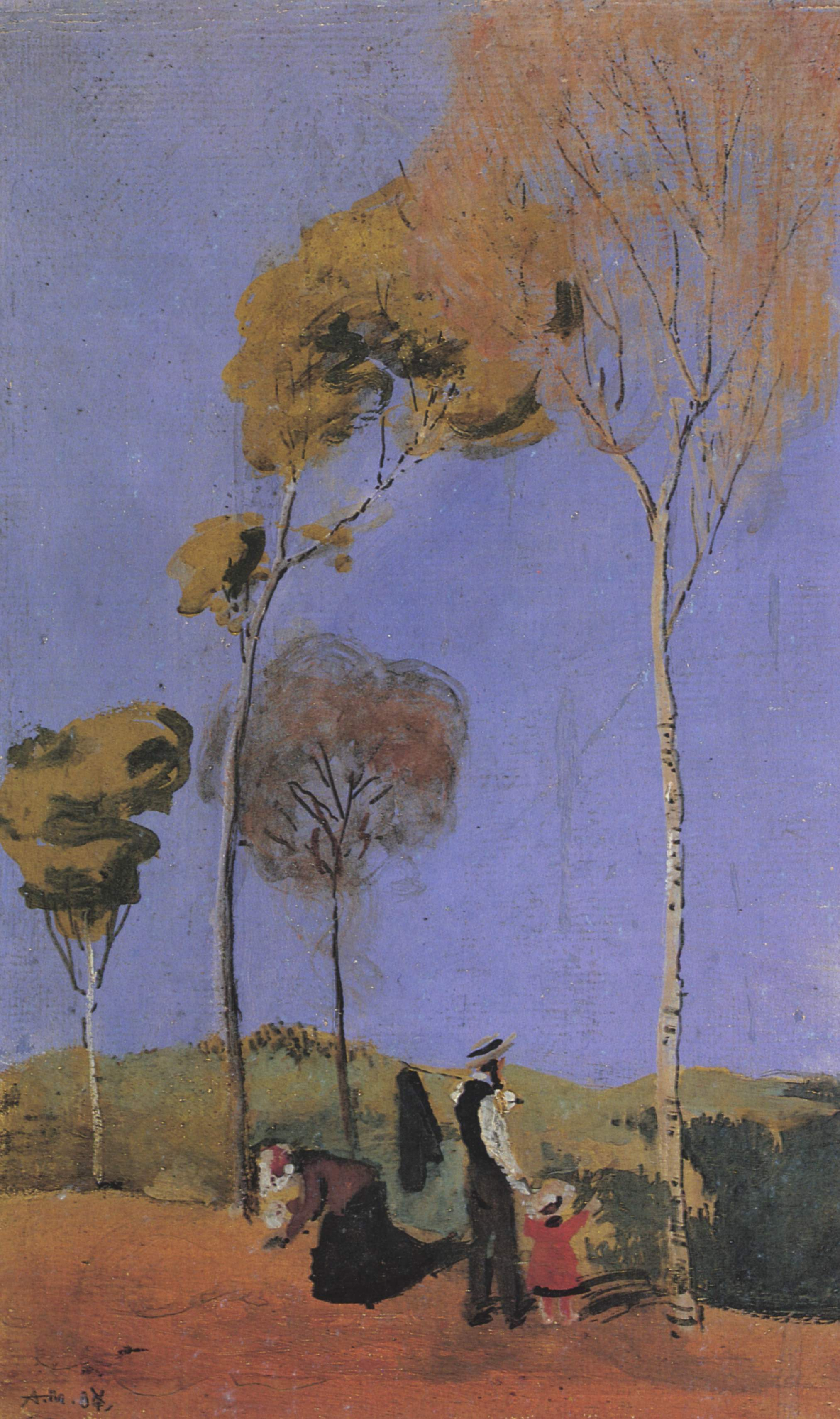
Promenade avec enfant (huile, papier, 1907).
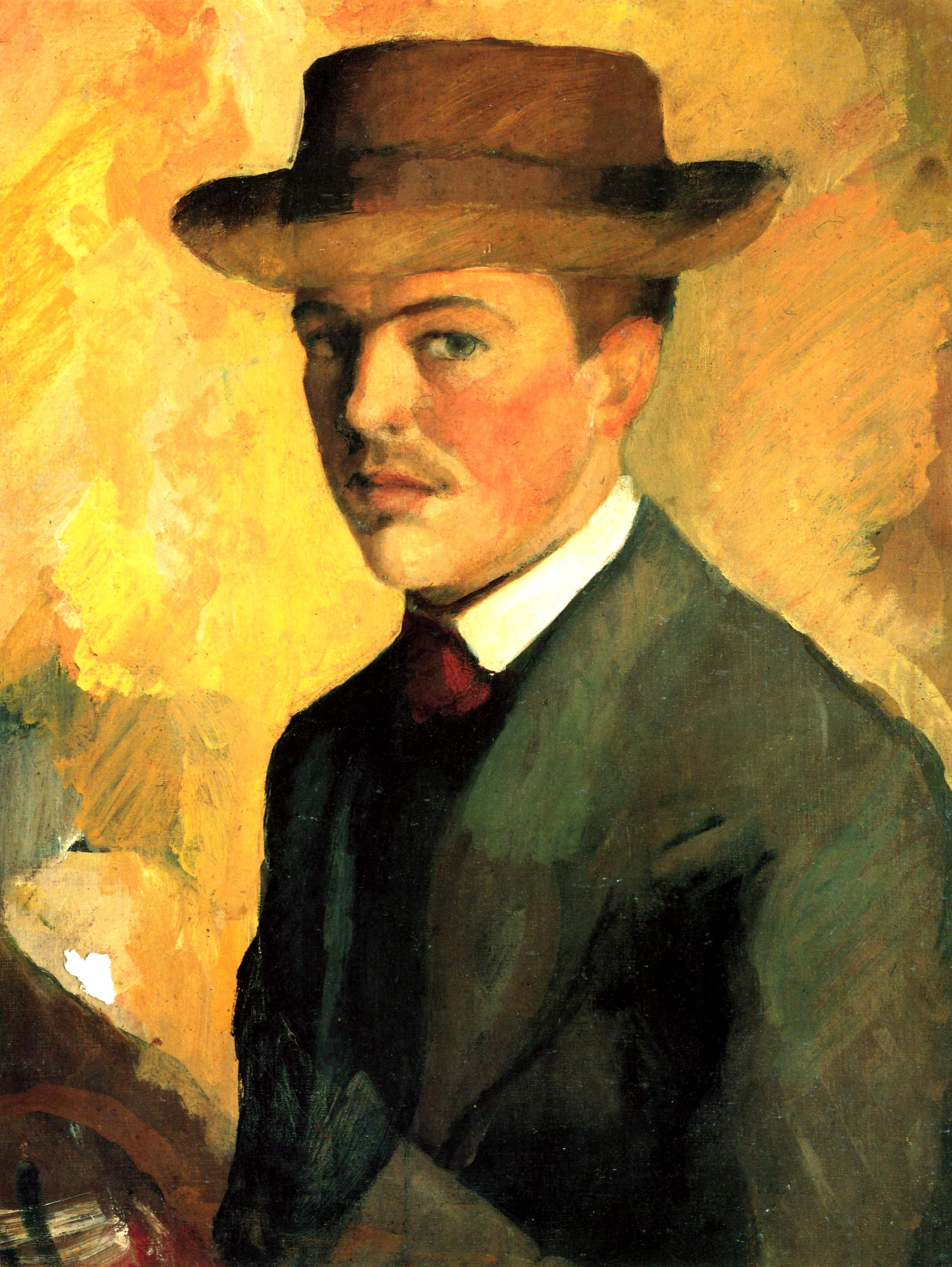
Autoportrait au chapeau (1909).
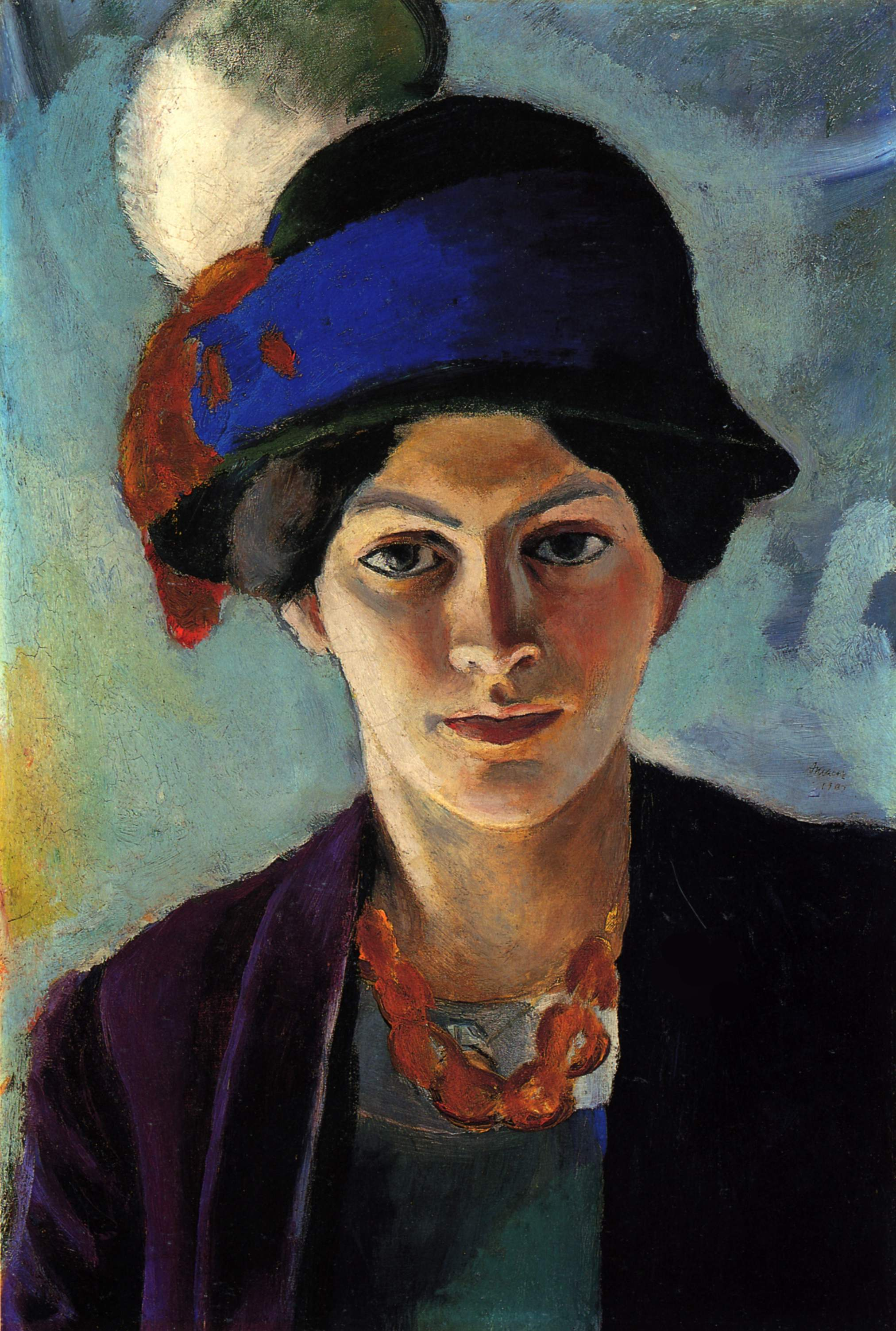
Femme de l'artiste au chapeau (1909).
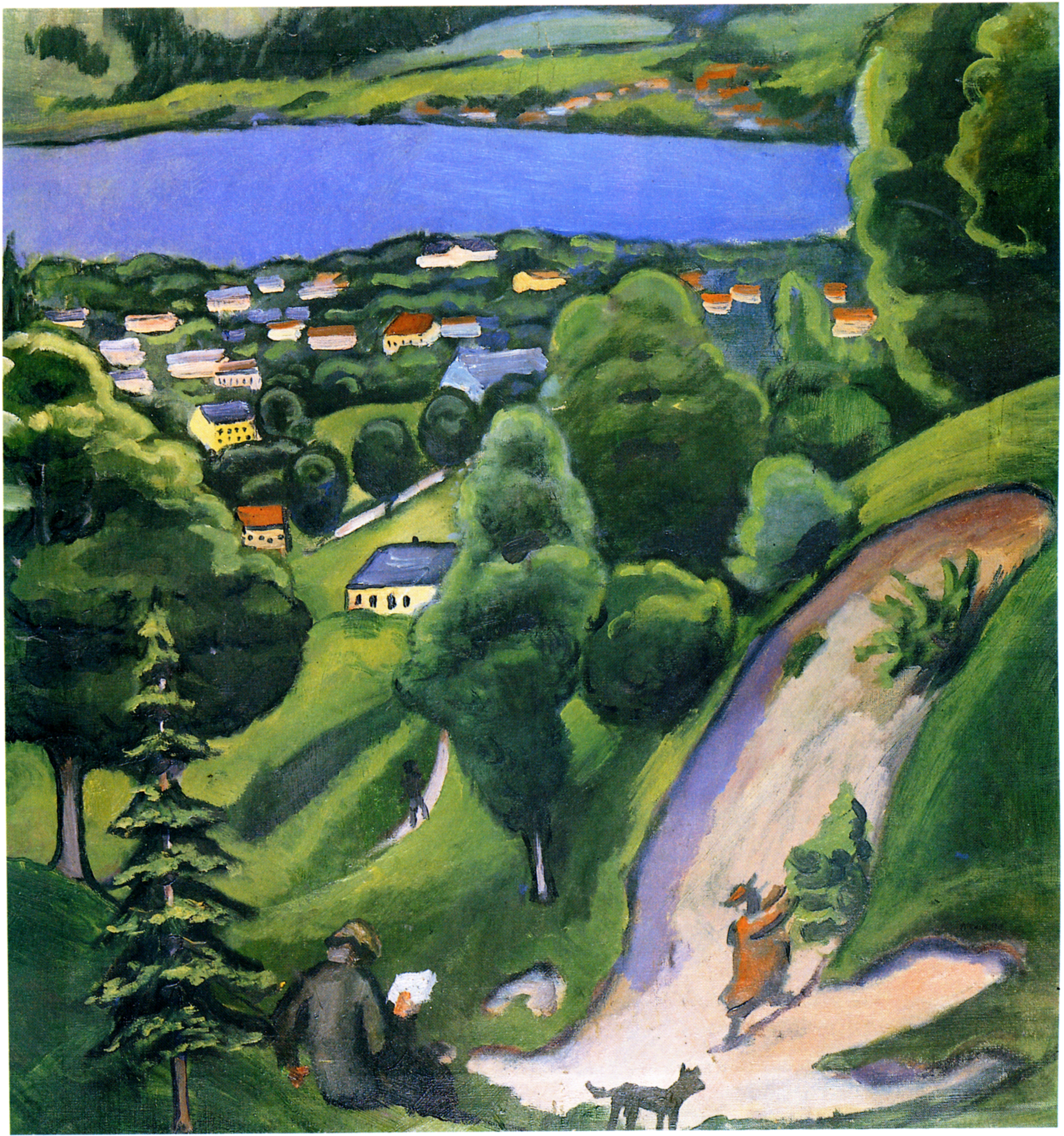
Paysage à Tegernsee avec un homme lisant et  un chien, 1910
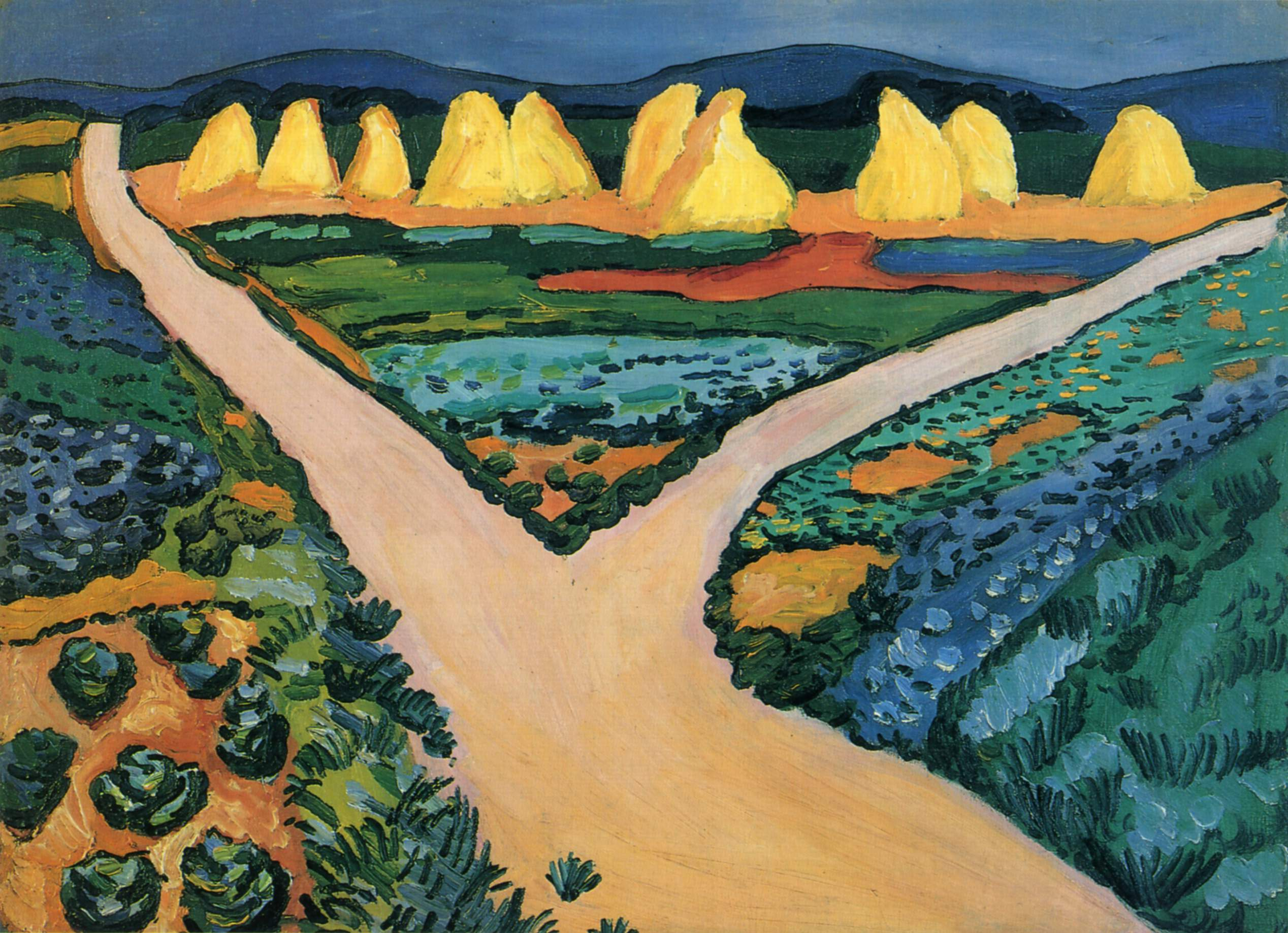
Champs potagers (1911).
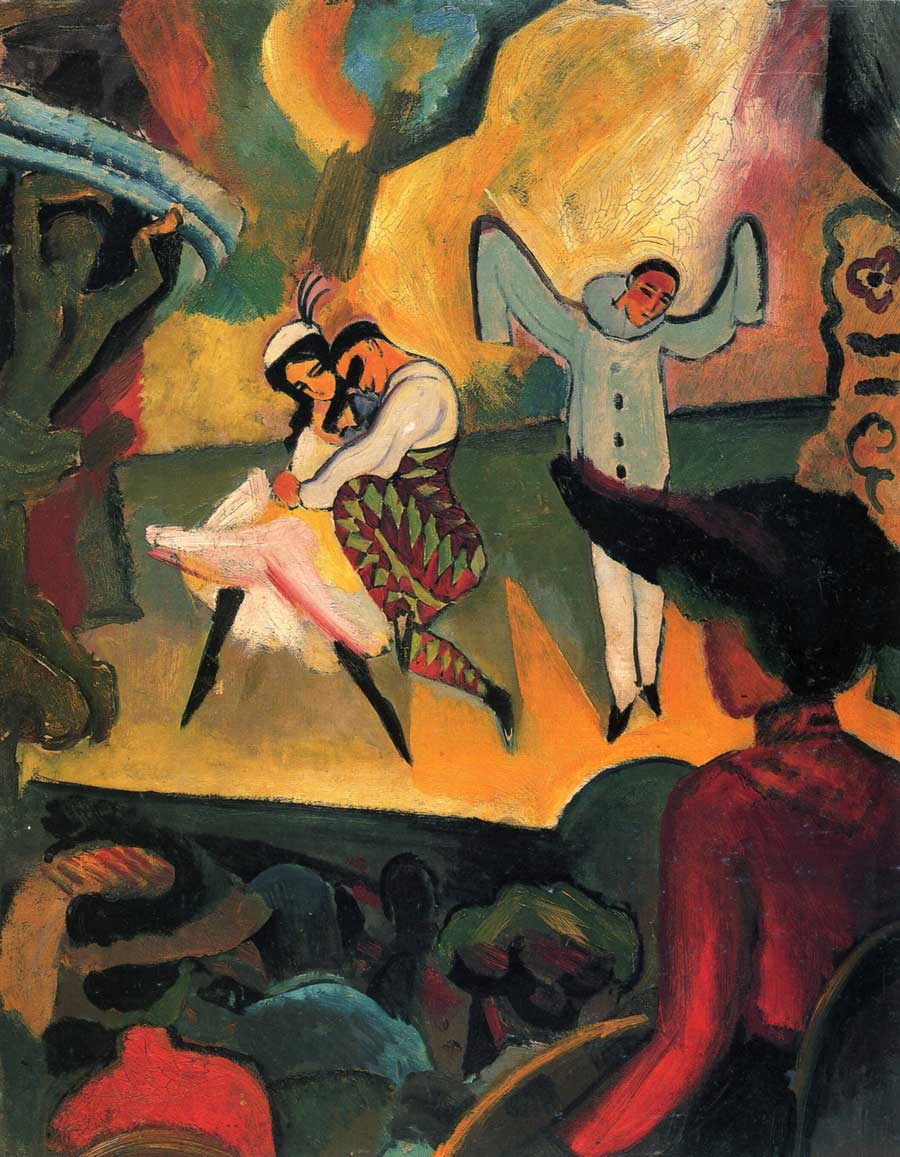
Ballet russe (1912).
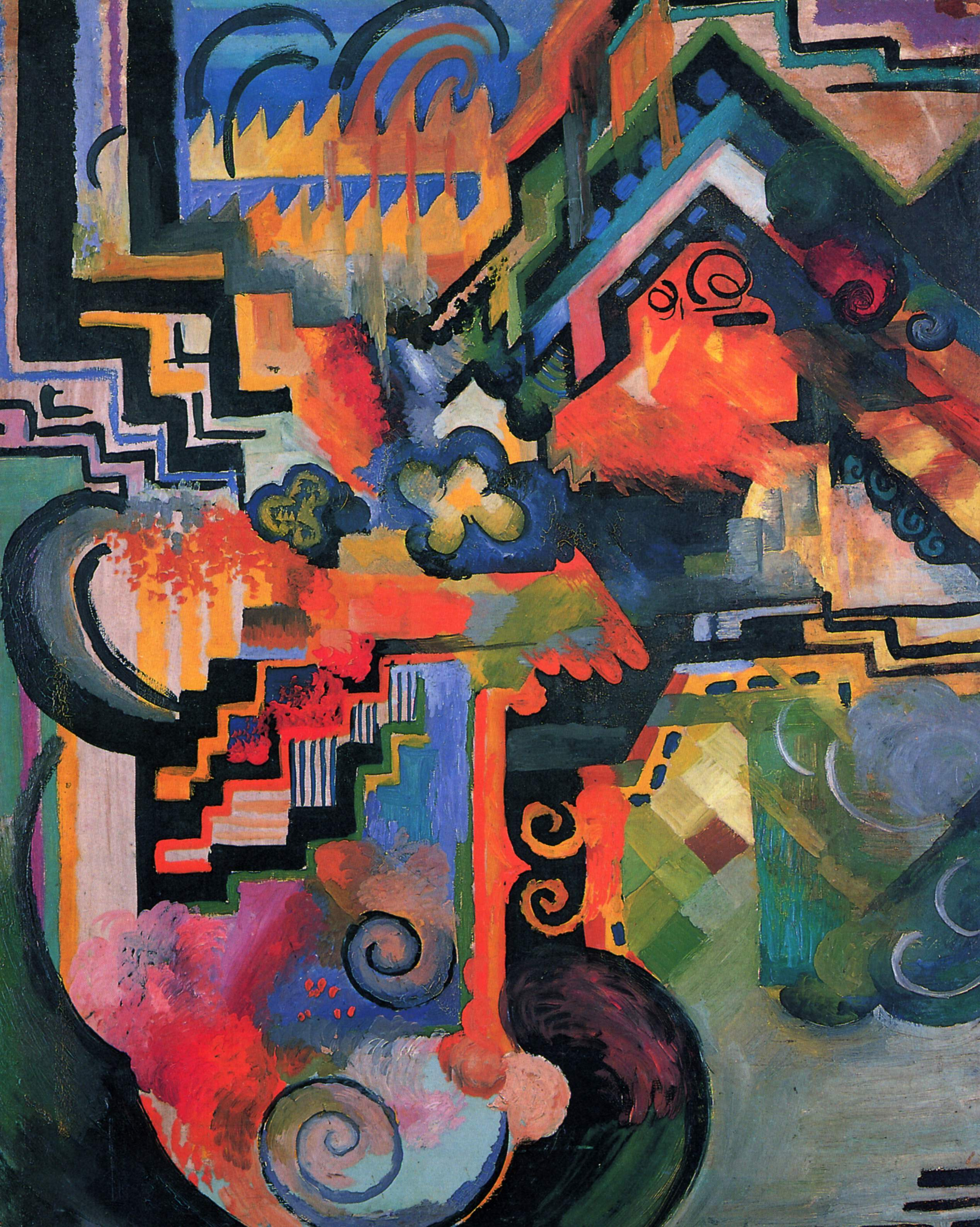
Hommage à Jean-Sébastien Bach (1912).
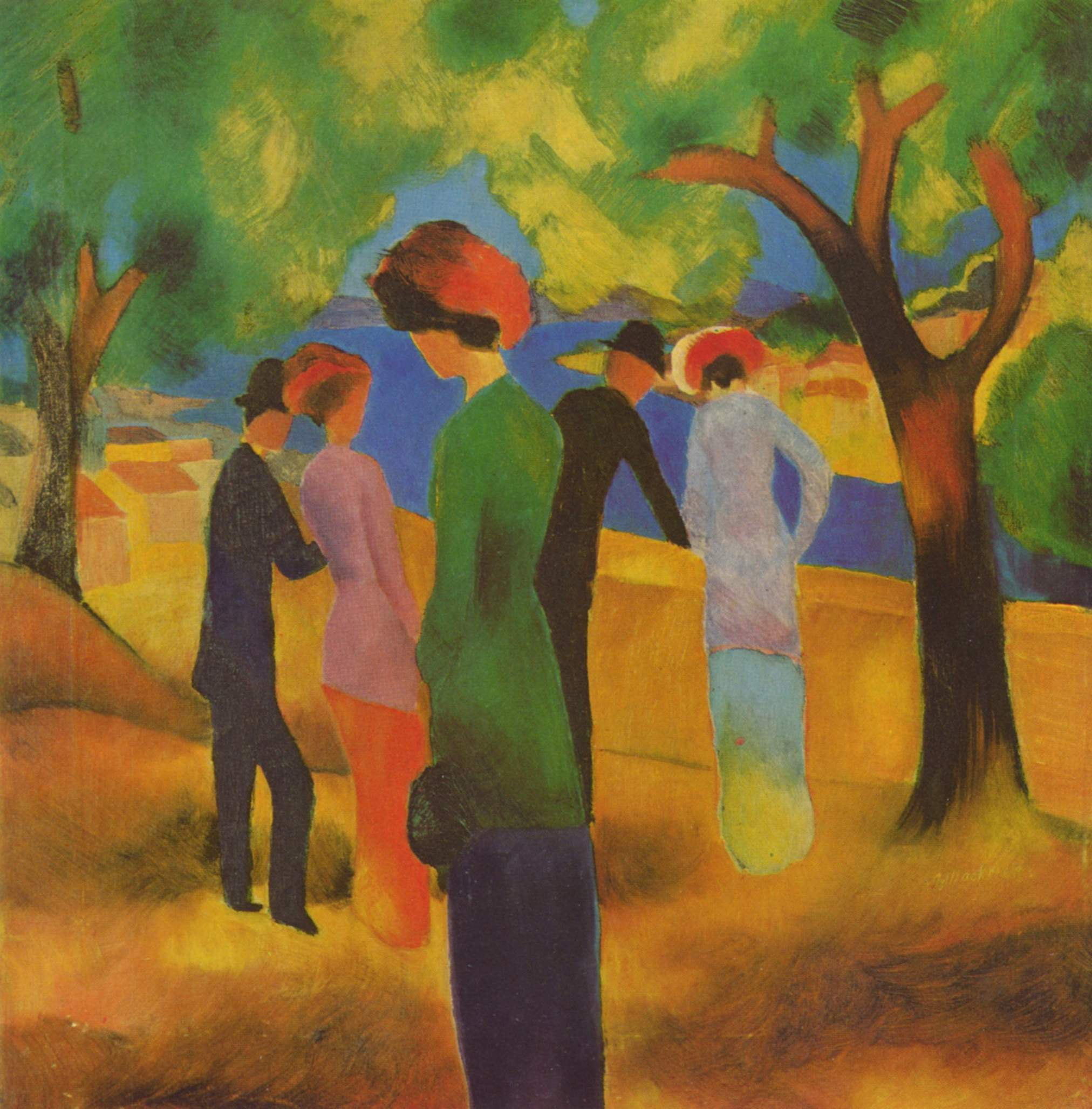
Femme à la veste verte (1913).
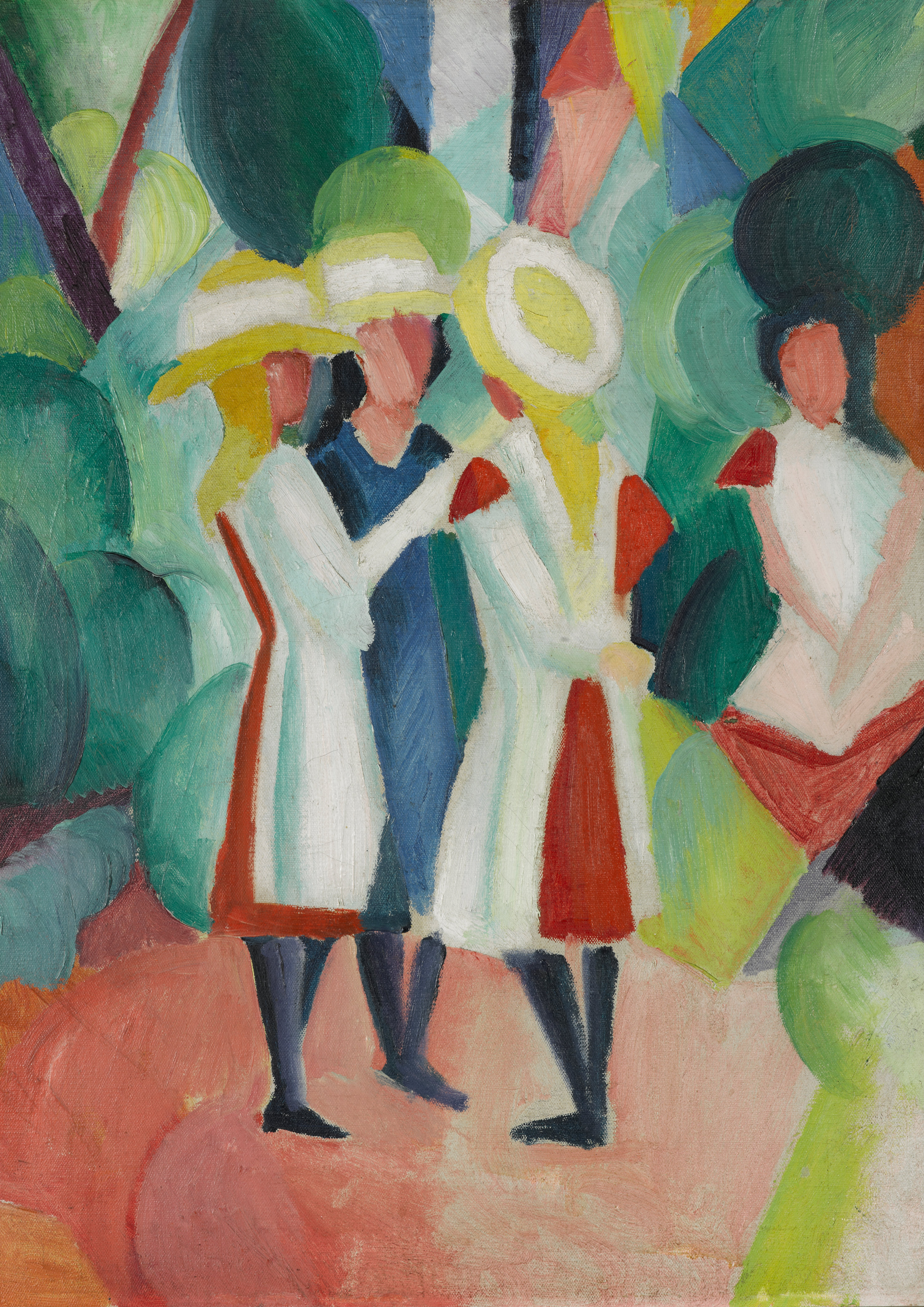
Trois Filles avec un chapeau de paille jaune (1913), musée d'Art de La Haye.
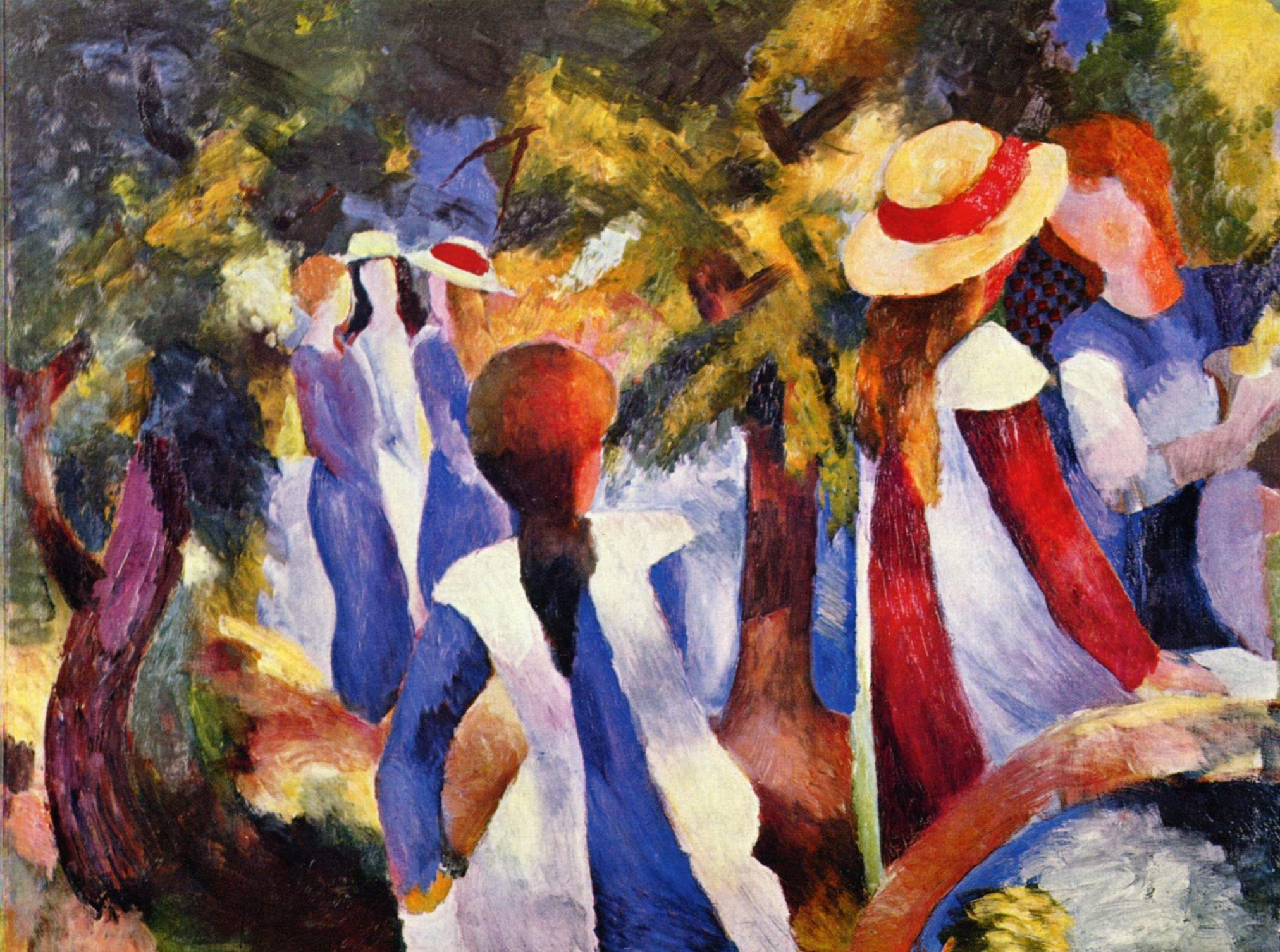
Jeunes Filles sous les arbres (1914).
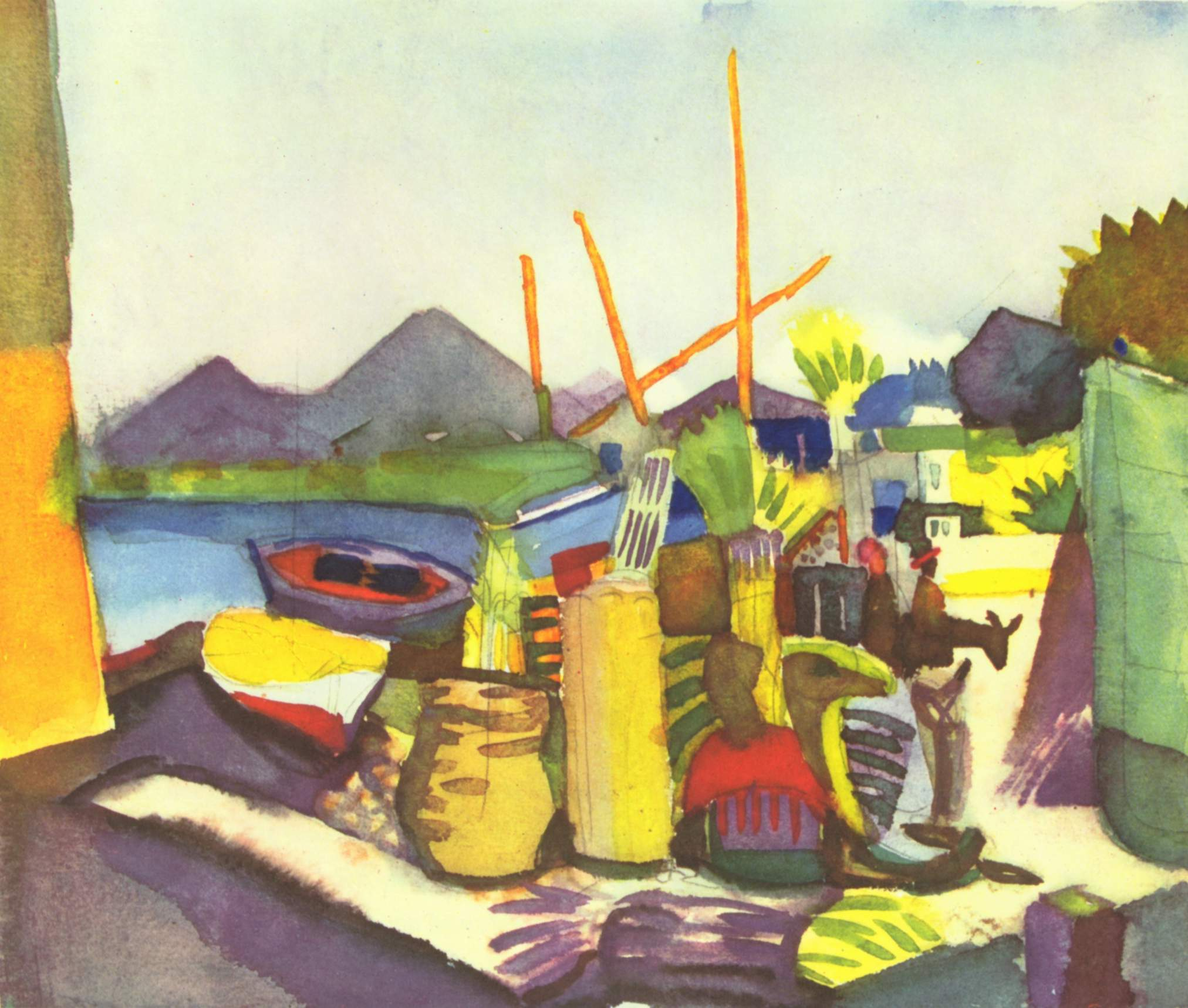
Paysage des environs de Hammamet (1914).

## Cote de l'artiste
- Une peinture datée de 1914 et intitulée Schlucht (taille : 21 × 26 cm) a été vendue à Cologne pour 159 000 €, frais compris[3].